# Valley View (granja)
Valley View es una residencia y granja de estilo neogriego de mediados del siglo XIX con vista al sur del ramal meridional del  río Potomac al noroeste de Romney, en el estado de Virginia Occidental (Estados Unidos). La casa está en lo alto de un promontorio donde Depot Valley se une al valle de esa zona fluvial.
La propiedad de Valley View formaba parte de South Branch Survey of the Northern Neck Proprietary, un gran terreno que fue heredado por Thomas Fairfax, sexto lord Fairfax de Cameron, en 1719. John Collins y su familia lo colonizaron en 1749, y los Parsons lo adquirieron antes de 1772. Posteriormente, en 1855 James Parsons Jr. construyó la casa de Valley View. Después de la Guerra Civil, la viuda de Parsons vendió la granja a Charles Harmison. Su esposa, Elizabeth Harmison, inspirada en Western View —la casa de su infancia en Virginia— y las vistas panorámicas del río Potomac, llamó a la granja Valley View. En 1979 la familia Mayhew compró la propiedad; durante 2021 Robert y Kim Mayhew restauraron la residencia histórica y los terrenos.
La casa en Valley View es una estructura de ladrillo de dos pisos de planta rectangular. La entrada principal está cubierta por un pequeño pórtico compuesto por columnas dóricas de madera que sostienen un frontón. Un porche del mismo material de dos pisos atraviesa la parte trasera, que mira hacia el valle del río Potomac y la montaña Mill Creek. Cada una de las ocho grandes salas originales contiene una chimenea enmarcada por una repisa de madera con elementos clásicos. Las ventanas originales, los adornos de fuste y los materiales de la sección principal de la casa están intactos. El Registro Nacional de Lugares Históricos incluyó a la construcción en 2012 como un ejemplo localmente significativo de la arquitectura neogriega.

## Geografía y entorno

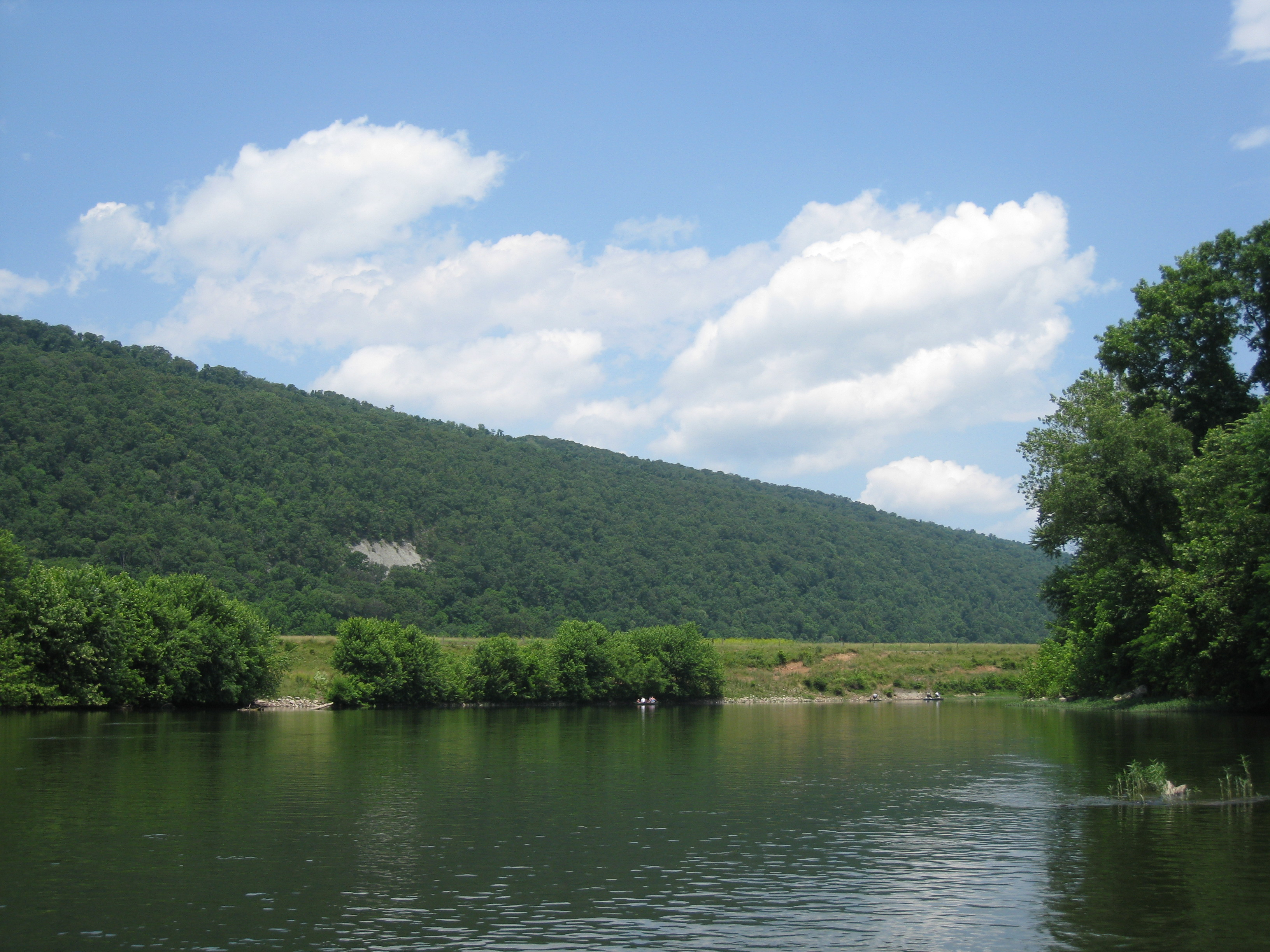
Montaña Mill Creek, visto desde el río Potomac ramal sur desde la parte meridional de la isla Valley View.

La vivienda de Valley View está aproximadamente a 1,6 km al noroeste del centro de Romney, sobre un promontorio (conocido localmente como Yellow Banks) donde Depot Valley se une al valle del  ramal sur del Potomac. Este camino recorre 0,8 km desde West Sioux Lane en Romney hasta Valley View, y un afluente del arroyo Big Run fluye hacia el norte a lo largo de su parte inferior, y  Depot Valley Road es paralelo a este arroyo.
Depot Valley lleva el nombre de Romney Depot, ubicado al final de un antiguo espolón del ramal sur de la empresa ferroviaria Baltimore and Ohio Railroad (B&O) cerca de la intersección de  West Sioux Lane y del camino Depot Valley. El área no incorporada alrededor del depósito se conocía una vez como Valley. Allí operó una oficina de correos desde 1928 hasta 1937, cuando su correspondencia viajaba a través de Romney y esta granja debió usar sus servicios, ya que estaba a 0,8 km al sur de la casa.
La propiedad de la Valley View limita con la granja Wappocomo al noreste, los límites de la ciudad de Romney en el este y el sur y los Yellow Banks en el oeste. Además de la extensión de 2,7 ha de Valley View, la familia Mayhew posee tierras agrícolas ricas en suelos aluviales a lo largo del ramal sur del río Potomac al oeste de la casa. El ferrocarril South Branch Valley divide en dos esta tierra de cultivo, cruzando este curso de agua a través de un puente de madera.
La isla Valley View Island en el ramal sur del río Potomac, justo al norte de la desembocadura de Sulphur Spring Run, está aproximadamente a 0,8 km al suroeste de la casa de esta propiedad. Tanto la casa como la isla son propiedad de la familia Mayhew. Esta última está rodeada de bosques, con campos agrícolas en su centro. Cuando los lotes número 17 y 19 pertenecientes a la compañía Northern Neck South Branch Survey fueron relevados en 1749 y nuevamente en 1788, la isla pertenecía al lote número 19. En ese momento el río corría al este de la misma, a lo largo de la base de los Yellow Banks y su curso luego cambió para correr alrededor del lado oeste de la isla.
La montaña Mill Creek, una estrecha cresta anticlinal, se eleva hacia el oeste desde el ramal sur del río Potomac frente a Valley View. Las estribaciones occidentales de la montaña South Branch se elevan hacia el este.  Ambas montañas están cubiertas de bosques de maderas duras y pinos de los Apalaches-Blue Ridge.

## Historia

### Donación de tierras y propiedad de la familia Collins
La tierra en la que se encuentra Valley View era originalmente parte de Northern Neck Proprietary, una concesión de tierras que el exiliado Carlos II otorgó a siete de sus partidarios en 1649 durante el Interregno inglés. Después que le restauraron el trono en 1660, este le renovó a la concesión la subvención de propiedad de Northern Neck en 1662, la revisó en 1669 y nuevamente renovó la subvención original y favoreció a los beneficiarios originales Thomas Colepeper, 2.do Barón Colepeper y Henry Bennet, 1.er Conde de Arlington en 1672. En 1681 Bennet vendió su parte a lord Colepeper, y este recibió un nuevo estatuto para la totalidad de la concesión de tierras de James II en 1688.
Tras la muertes de lord Colepeper, su esposa  y su hija, la propiedad de Northern Neck pasó al hijo de Katherine, Thomas Fairfax, sexto lord Fairfax de Cameron en 1719, quien seleccionó una parte de él para su mansión. Este tramo de la propiedad conocido como South Branch Survey se extendía desde el extremo norte de la depresión hasta la unión de los ramales septentrional y sur del río Potomac. En 1748 Fairfax encargó a James Genn que inspeccionara las tierras bajas del ramal sur para su venta y arrendamiento, con lotes que varían en tamaño de 120 a 160 ha.
En 1749 John Collins compró el terreno en el que se encuentra Valley View a lord Fairfax, es un lote de 69,6 ha era el lote número 20 de South Branch Survey. Collins también poseía una gran extensión de tierra que abarcaba los actuales condados de Hampshire y Hardy. Se cree que su hijo Thomas Collins heredó las propiedades de su padre como «heredero legal», ya que no hay constancia de un testamento de John Collins que dispensara de las mismas. En 1772 el hijo adquirió el lote número 20, donde vivía con su esposa Elizabeth, y posteriormente en 1817 vendió dicho lote a James Gregg Parsons. Se desconoce si los Collins se mudaron del terreno o continuaron viviendo en él después de la venta. Collins (hijo) murió en 1822 y su esposa Elizabeth en 1823.
En 1816 Collins se desempeñaba como magistrado cuando en la ciudad de Romney se celebró una elección estatal de Virginia para el Colegio Electoral. Un representante de cada uno de los 25 condados de Virginia viajó a dicha localidad para emitir su voto. Collins y el comisionado del condado William Donaldson certificaron los resultados electorales de la convención.

### Familia Parsons

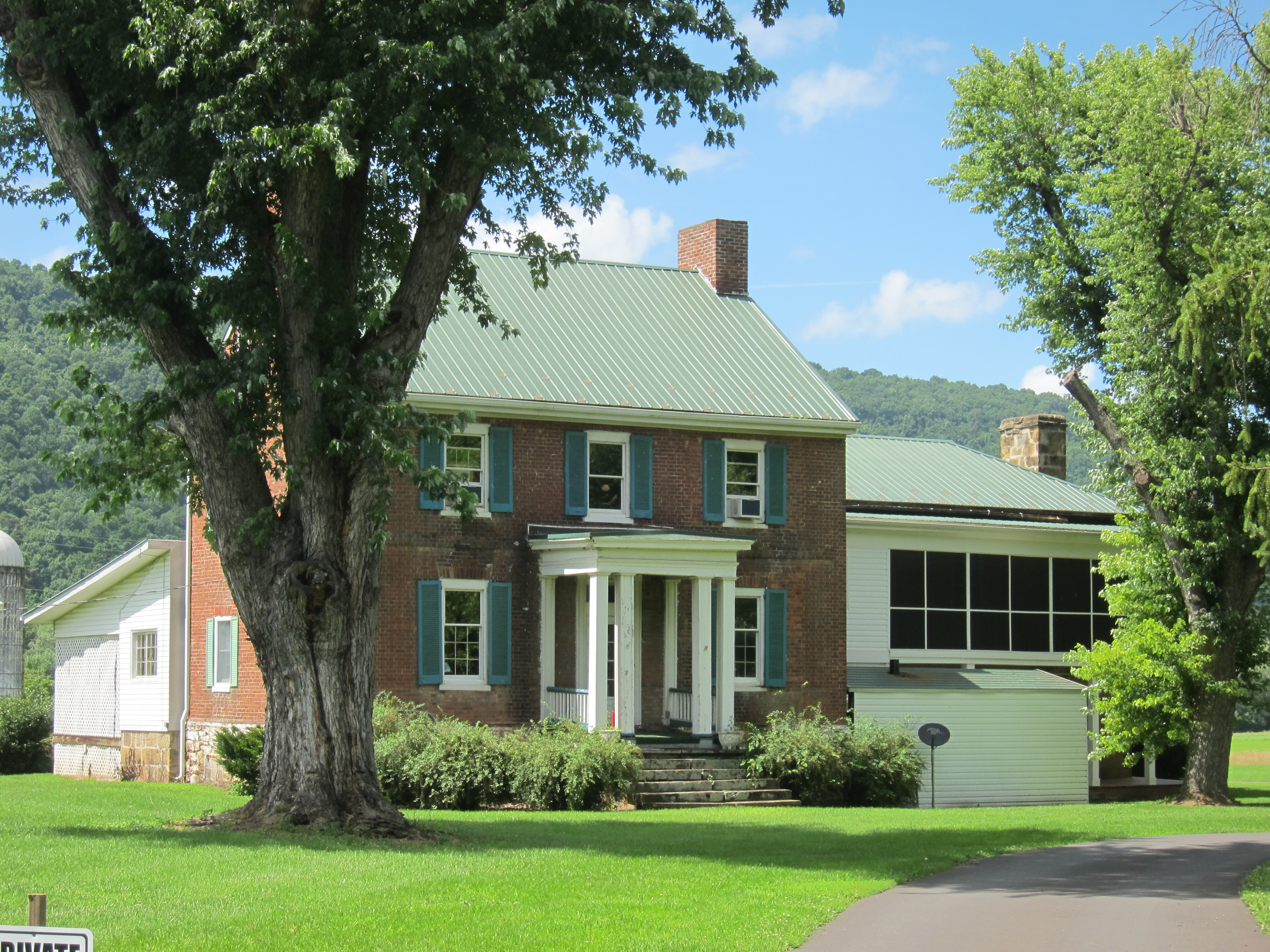
Wappocomo

Los miembros de la familia Parsons estuvieron entre los primeros colonos ingleses en las Trece Colonias en 1635, y alrededor de 1740, se establecieron en el condado de Hampshire. En 1778 Isaac Parsons (1752-1796), miembro de la Cámara de Delegados de Virginia, poseía 65 ha del lote número 16 y todo el número 17 en la propiedad. James Gregg Parsons, su hijo mayor, nació en el condado de Hampshire en 1773, y en 1795 se casó con Mary Catherine Casey (1773-1846), cuya familia era propietaria del lote contiguo número 21. Después de su matrimonio, vivieron en la casa principal de Wappocomo, que había sido construida por el padre de Mary Catherine, Nicholas Casey. La pareja heredó la casa después de la muerte de Nicholas Casey en 1833.
James Gregg Parsons murió el 25 de enero de 1847, dejando la mayor parte de su tierra a sus tres hijos: James (Big Jim) Parsons Jr. (1798–1858), David C. Parsons (1803–1860) e Isaac Parsons (1814–1858). 1862). James, su hijo mayor, heredó el lote número 20 (conocido como Collins Tract); su segundo hijo, David, heredó el lote número 13 al sur de Romney (en el que luego se ubicó Hickory Grove); y su Isaac, el hijo menor, heredó el lote número 21 (que incluía a Wappocomo).  Sus hijos también heredaron el cercano «Jake Sugar Rum Tract, el McGuire Tract y cinco lotes de la ciudad en Romney». Según el historiador William K. Rice, en 1846 los hijos de Parsons y sus familias vivían todos de los terrenos que eventualmente heredarían. Rice determinó que James Parsons Jr. se mudó a Collins Tract, alrededor de 1826, y vivía allí cuando murió su padre.
James Parsons Jr. era un granjero y ganadero que nació en el condado de Hampshire. La genealogista de la familia Parsons, Virginia Parsons MacCabe, escribió la siguiente descripción de James Parsons Jr. en su libro Parsons' Family History and Record (1913): «Era un hombre recto y honorable en los negocios, y tenía un gran círculo de amigos, y tenía la urbanidad y la gentileza de modales que caracteriza al verdadero caballero». Parsons se casó con Elizabeth Miller el 8 de enero de 1829. La pareja tuvo once hijos, varios de los cuales asistieron a la universidad.
En 1855 Parsons comenzó a construir la actual casa Valley View en Collins Tract. Aunque escribió muchas cartas a su hermana Mary Gregg Parsons Stump acerca de la agricultura, el ganado, la familia, la salud y los eventos comunitarios, no se sabe que permanezcan cartas desde el momento de la construcción de la casa. La familia Parsons poseía varios esclavos que se cree que ayudaron con la construcción.
Después de vivir en su nueva casa durante tres años, Big Jim murió de tuberculosis el 14 de octubre de 1858.  Su viuda, Isabel, vivió en la casa hasta después de la Guerra Civil. En 1867 o 1869, vendió la casa, Collins Tract y el resto del lote número 20 a Charles Harmison (1823-1896) por  $ 8500, y se mudó con sus hijos restantes a Misuri (donde murió en 1883). El costo de construir la casa presionó financieramente a la familia Parsons;  la historiadora Catherine Snider Long sugiere que Elizabeth Miller Parsons vendió la casa como resultado de un estrés financiero adicional relacionado con la guerra del cual la familia no pudo recuperarse.

### Familia Harmison
Charles Harmison nació en el condado de Franklin (estado de Illinois), hijo de Nathaniel y Lydia Harmison, y se casó con Bettie Ann Smith (1827-1903) el 4 de mayo de 1854 en el condado de Taylor, estado de Virginia Occidental.  Bettie, la hija de C. C. y Martha W. Smith, se crio en Western View (su hogar en el condado de Fauquier, estado de Virginia). En 1867 Harmison y su familia vivían en el condado de Harrison. Su hermano mayor se había mudado a Romney, donde estableció y dirigió el hotel Virginia House. En 1867, el hermano de Charles Harmison se enteró de que la granja Parsons en Collins Tract estaba a la venta y le aconsejó a Charles que la comprara. La esposa de Charles, que quería vivir más cerca de Virginia, también instó a Charles a comprar la propiedad. Charles compró la granja y él, su esposa, sus siete hijos y un joven afroamericano llamado Snoden se mudaron del condado de Harrison en tres días. Viajaron por la Northwestern Turnpike en una ambulancia que Charles había comprado después de la guerra.  Elizabeth Harmison nombró a su nueva casa y granja Valley View, que fue influenciada por el nombre de la casa de su infancia, Western View, y la vista del valle del ramal sur del río Potomac desde su propiedad.
Harmison prosperó en el condado de Hampshire, adquirió propiedades adyacentes para ampliar su propiedad en Valley View.  Posteriormente entregó las tierras adquiridas a sus hijos para que establecieran sus propios hogares cuando se casaran.  Su granja se modificó aún más en 1884, cuando el ferrocarril B&O completó su ramal sur entre la línea principal B&O en Green Spring y Romney Depot.  El ramal sur dividía en dos el pequeño valle al este inmediato de la casa, que se conoció como Depot Valley.
En 1911 George Harmison subdividió los campos de Valley View en Yellow Banks con vistas al ramal sur del río Potomac. El nuevo desarrollo, conocido como Valley View Addition a Romney, estaba al sur de la casa Valley View y al oeste de Romney Depot. Se vendieron 21 lotes en subasta pública el 27 de septiembre de 1911 y varios más se vendieron en forma privada.
Charles Harmison murió el 31 de octubre de 1896 después de ser arrojado desde una calesa.  Su hijo George Edward Harmison (1863-1916) heredó Valley View alrededor de 1903 y trajo a vivir a su esposa, Carrie Belle Fox (1870-1953),  después de contraer matrimonio el 4 de octubre de 1905. Posteriormente demolió la vieja cocina de troncos en Valley View, reemplazándola por una contemporánea.
En junio de 1909, comenzó la construcción del ferrocarril del sur de Hampshire entre su terminal norte en el espolón Romney Depot del ferrocarril B&O y el ramal sur del río Potomac en las tierras bajas de la granja de George Harmison. En octubre de 1909, el primer tren de la línea Hampshire Southern pasó sobre las tierras bajas de Harmison y en un caballete sin terminar cruzó el ramal sur del río Potomac. En 1910, la línea de 18 millas (29 km) desde la terminal de derivación de Romney en Valley View hasta McNeill estaba en funcionamiento.  Más tarde ese año, comenzó el servicio de carga y pasajeros entre Romney y Moorefield, proporcionando un enlace ferroviario directo entre Moorefield y la línea principal de B&O Railroad en Green Spring. La Hampshire Southern Railroad Company operó esta línea hasta 1911, cuando fue comprada por Moorefield and Virginia Railroad Company. Moorefield y Virginia transfirieron la línea ferroviaria a B&O Railroad Company en 1913, cuando se convirtió en parte de la línea South Branch de B&O.
Harmison murió en 1916 y Carrie continuó viviendo en Valley View hasta su muerte el 8 de febrero de 1953. El sobrino de Harmison, Paul Cresap Harmison (1893-1972, nieto del hermano de Charles Harmison, Jonathan Harmison), y su esposa Nancy Parker Harmison (1896-1981) se habían mudado a Valley View para vivir con ella. Después de la muerte de Carrie, Paul y Nancy Parker Harmison heredaron la casa y la granja. La hija de Paul y Nancy, Virginia Helen Harmison, se casó con Robert Esler frente a la chimenea en la sala de estar de la casa el 5 de mayo de 1957.  Valley View permaneció en la familia Harmison hasta 1963 cuando fue vendida a Philip Newell y su esposa Martha.

### Familia Mayheu
Durante sus cambios de propiedad, el lote número 20 original de South Branch Survey se dividió y vendió repetidamente. En 1976, la propiedad original se dividió en cinco granjas y otras parcelas, incluida la adición de Valley View. La residencia de Valley View se encuentra en una extensión de 6.63 acres (2.68 ha).
Valley View fue comprado por el padre de Robert Mayhew y un socio comercial en 1979.  Más tarde, Mayhew le compró la casa a su padre, y él y su esposa Kim restauraron la residencia y sus terrenos.  En 1991, el Potomac Eagle Scenic Railroad comenzó a operar en la antigua línea B&O South Branch, que divide las tierras bajas debajo de Valley View.
Después de estudios de propiedades históricas en el condado, en 2008 la Comisión de Monumentos Históricos del Condado de Hampshire y la Comisión del Condado de Hampshire comenzaron una iniciativa para colocar estructuras y distritos en el Registro Nacional de Lugares Históricos (NRHP).  El condado recibió fondos de la Oficina Estatal de Preservación Histórica de la División de Cultura e Historia de Virginia Occidental para examinar y documentar la arquitectura y la historia de la estructura. Como resultado de esta iniciativa, Valley View fue una de las primeras ocho propiedades históricas en ser consideradas para su inclusión en el registro.  Los otros siete fueron Capon Chapel, Fort Kuykendall, Hickory Grove, Hook Tavern, North River Mills Historic District, Old Pine Church y Springfield Brick House. La casa en Valley View fue incluida en el NRHP el 12 de diciembre de 2012.

## Arquitectura
La vivienda es un destacado ejemplo de estilo neogriego a nivel local. Según el historiador de arquitectura Courtney Fint Zimmerman, «Valley View es un ejemplo característico del estilo neogriego en edificios residenciales prácticos en áreas periféricas».  Tiene varias características de diseño del estilo neogriego, incluido un plano arquitectónico simétrico y elevaciones y una masa «sustancial y formal».  Zimmerman (quien preparó el formulario de registro de Valley View para el NRHP) dijo: «Los detalles aplicados de Valley View en el estilo neogriego, incluido el entablamento y el pórtico de la entrada principal, son más limitados, pero las variaciones que se pueden ver en Valley View y otras propiedades en South Branch Valley ilustran la flexibilidad inherente al estilo». Según Zimmerman, las casas grandes como Valley View sirvieron como «centros» de las plantaciones que formaron la «base de la economía local y la vida social» en el condado de Hampshire. Valley View se agregó al NRHP como un ejemplo localmente significativo de la arquitectura del estilo neogriego.
La casa de Valley View consta de la sección de ladrillos original de 1855 y una adición de cocina de tablas y listones de entre 1961 y 1962. Los terrenos contienen un ahumadero, un pozo de agua, los cimientos de una casa de hielo y una cocina de verano.
Los ladrillos con los que se construyó se hornearon en las inmediaciones (a lo largo de las orillas del ramal sur del Potomac), y las paredes de dicho material se reforzaron con ángulos de hierro estructural forjados a mano. Los clavos utilizados en su construcción fueron fabricados por un herrero local, y los umbrales de madera y las vigas fueron aserrados a mano.

### Exterior
Es una estructura de ladrillo de dos plantas con un esquema rectangular, midiendo  aproximadamente 14,9 por 9,8 m. Las paredes exteriores de ladrillo  tienen un grosor de 22,9 cm y están colocadas en un enlace americano. Posee un techo inclinado a dos aguas de metal con perfiles de costura de pie. Dos conjuntos de chimeneas interiores dobles se alzan por encima de la línea del techo en los extremos noroeste y sureste.

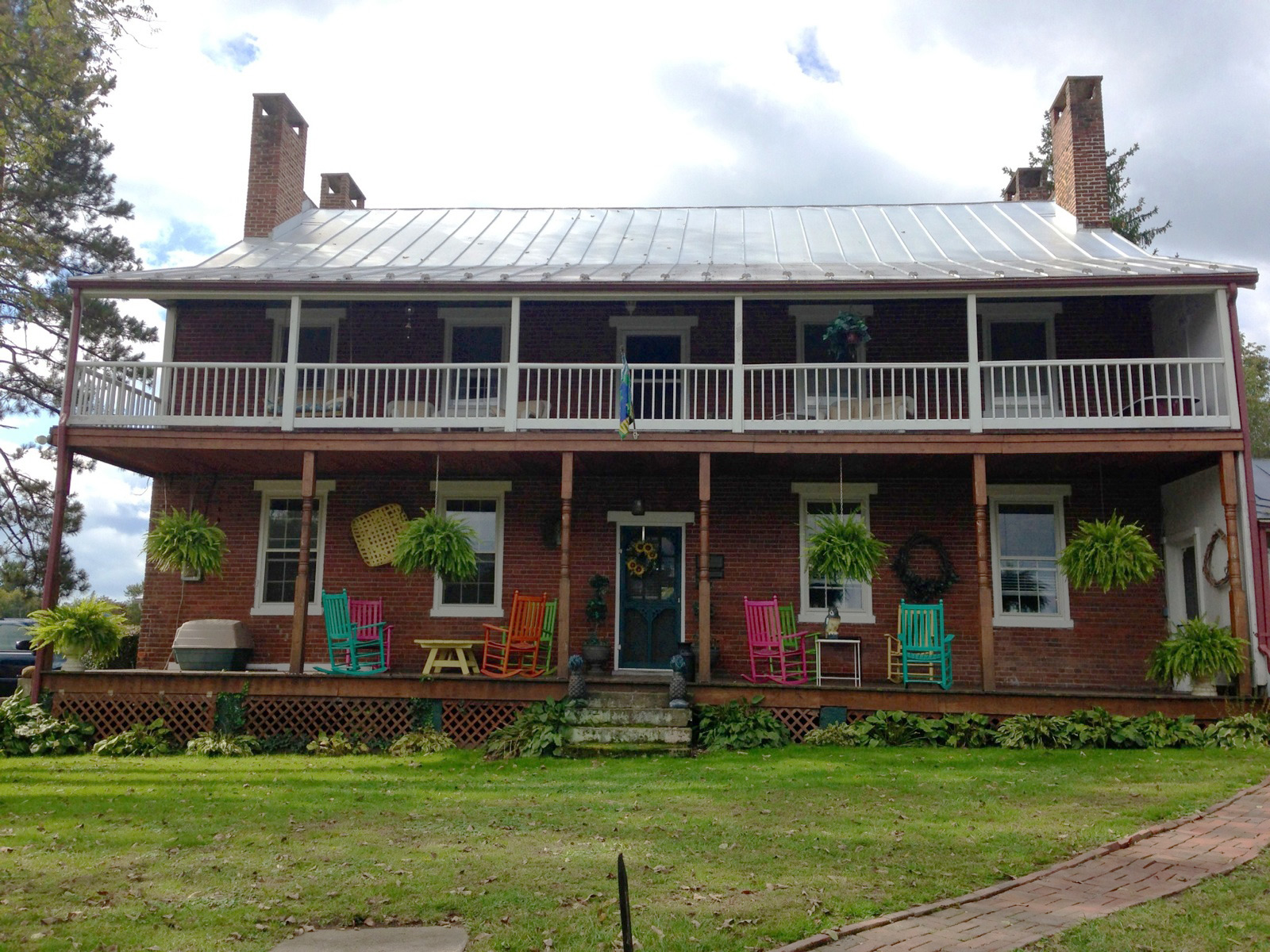
La elevación trasera de Valley View tiene un porche de madera doble.

La fachada frontal de la casa se enfrenta a una colina situada al suroeste. Tiene cinco tramos de ancho, con la entrada principal en el tramo central del primer piso. Las amplias ventanas de guillotina se colocan uniformemente en la fachada frontal de la casa, con cuatro guillotinas de madera de nueve por seis en el primer piso y cinco ventanas de guillotina de seis por seis en el segundo. Cada ventana está rodeada de contraventanas de madera pintadas de verde, con los dinteles y antepechos de madera pintados de blanco.
La entrada principal está cubierta por un pequeño pórtico del estilo neogriego que mide 3,7 por 3,7 m compuesto por columnas dóricas de madera y columnas encajadas en la pared, y rematado con un frontón. El porche delantero está flanqueado por modestos pasamanos de madera y balaustres en sus lados izquierdo y derecho. La entrada principal es de poste y dintel (trabeated), con un travesaño de seis paneles y dos ventanas laterales de tres paneles alrededor de la puerta. Zimmerman sugiere que «Big Jim» Parsons embelleció la entrada principal de su casa para afirmar su «riqueza y estatus» y brindar «una bienvenida de honor a los visitantes».
La fachada trasera de la casa mira hacia el noreste, a través del valle del ramal sur del río Potomac hacia Mill Creek Mountain. Un porche de madera de dos pisos de 2,7 m de profundidad se extiende a lo largo de la parte trasera de la casa, coronado por un tejado a un agua que se extiende desde el techo principal a dos aguas en un paso menos profundo. Los soportes del porche del primer piso son postes torneados de madera marrón sin pasamanos ni balaustres, y el segundo piso del porche tiene postes de madera cuadrados pintados de blanco y barandas verticales. Al igual que la fachada delantera, la trasera tiene cinco tramos de ancho; El acceso al porche doble se realiza a través de una puerta en el vano central en ambos niveles. Las otras cuatro bahías tienen ventanas de guillotina de madera de doble guillotina nueve sobre seis en el primer piso y ventanas de guillotina de madera de seis sobre seis en el segundo piso. Los lados noroeste y sureste de la casa tienen una pequeña ventana cuadrada al nivel del ático, entre cada par de chimeneas interiores.

### Interior
Un amplio pasillo central contiene una escalera desde el primer piso hasta el ático, con un pasamanos de madera sostenido por balaustres cuadrados y un modesto poste de ese mismo material torneada. Los techos tienen 3 m de altura.  Aunque los cimientos de la casa son bajos, la altura de las paredes interiores y el ático de tamaño completo hacen que la casa parezca alta desde el exterior.
Tiene ocho habitaciones amplias, cada una con una chimenea enmarcada por una repisa de madera geométrica trabeada  con elementos clásicos. Las cuatro habitaciones grandes del primer piso se abren a ambos lados del pasillo central. Contienen molduras de madera anchas y sencillas, incluidos zócalos y molduras de marcos de puertas con «esquinas sutilmente delimitadas».  La sala y el comedor tienen rieles anchos de madera en los zócalos. La mayor parte de la moldura decorativa de madera está pintada de blanco y las paredes son de yeso.  La única excepción es la habitación que sirve como oficina y estudio, que tiene molduras de madera teñidas de oscuro y paredes estructurales de ladrillo interior (expuestas por la eliminación de su yeso durante la década de 1960). Todas las habitaciones tienen los suelos originales de madera de tablones anchos.  El segundo piso tiene cuatro dormitorios, con armarios a cada lado de una chimenea y zócalos y marcos de puertas de madera simples.  Los miembros de la familia Parsons pintaron firmas y grafitis en el ático alrededor de 1856, que siguen siendo visibles en la pared de la escalera.

### Ampliación de la cocina
Una ampliación de la cocina de una planta, construida entre 1961 y 1962 y que mide aproximadamente 6,4 por 4,3 m, se extiende desde el lado noroeste de la casa original de 1855. Esta tiene un techo de metal con juntas verticales a dos aguas, y su exterior está cubierto con un revestimiento de listones y tablas pintadas de blanco. Tiene una ventana mirador de vinilo en el lado suroeste, otra del mismo material de doble guillotina uno sobre uno en el lado noreste y una puerta (contigua a la pared de la casa de 1855) en el lado sureste. Un porche cerrado de tablas y listones, que mide aproximadamente 4,3 por 3 m, y un techo de cobertizo se extienden desde el frente (suroeste) de esta. Se puede acceder al sótano original de la casa de 1855 a través de esta extensión del porche. El contorno de un edificio fantasma en el lado noroeste de la casa de 1855 indica una estructura anterior donde se encuentra la adición de la cocina.

### Estructuras auxiliares
Hay varias estructuras auxiliares cerca de la residencia de Valley View, incluido un ahumadero, un pozo, y los cimientos de una casa de hielo y una cocina de verano. Aunque se cree que el ahumadero, la cocina de verano y la casa de hielo fueron construidos por los Collins antes de que Big Jim Parsons construyera Valley View, las fechas de construcción son inciertas.
El ahumadero, que mide aproximadamente 4,6 por 6,1 m, se encuentra junto a la cocina anexa. Está ubicado en una ladera, lo que permite la entrada a nivel a sus dos niveles. Construido con troncos de corte cuadrado con tintineo blanco sobre una base de mampostería de escombros, la construcción está rematada con un techo a dos aguas de metal con juntas verticales.
Al sur del ahumadero se encuentran los cimientos de ladrillo de una casa de hielo que mide aproximadamente 4,6 por 6,1 m y está rematada por modernas pérgolas de madera y estructuras de patio. La base de ladrillo de 4,6 por 6,1 m de la cocina de verano de Valley View está al norte del mismo y está rematada por un pabellón de madera contemporáneo con un techo a dos aguas.
En el patio trasero de la casa hay un pozo de agua, encerrado por un edificio de ladrillos de aproximadamente 2,1 por 2,1 m de área y 1,1 m de altura. En el centro de la tapa del pozo hay una bomba manual de metal. Aunque los ladrillos de la tapa del mismo son similares a los utilizados en la construcción de la casa principal, puede datar de una vivienda anterior situada allí.